# Tirza (film)
Tirza is een Nederlandse speelfilm van Rudolf van den Berg die in première ging in 2010. Het is een boekverfilming naar de roman met de gelijknamige titel van Arnon Grunberg. Tirza was 22 september de openingsfilm op het Nederlands Film Festival in 2010 in Utrecht en ontving tijdens dit festival een Gouden Kalf voor beste regie en beste montage.

## Verhaal
Jörgen Hofmeester (Gijs Scholten van Aschat) is ontslagen met behoud van salaris, maar hij heeft zijn gespaarde miljoen verloren met beleggen in een hedgefonds. Zijn ex-vrouw Alma (Johanna ter Steege) staat weer op zijn stoep. Ze probeert weer seks met hem te hebben, maar dan concludeert ze metterdaad opnieuw dat hij seksueel niets aantrekkelijks heeft en dat was ze even vergeten. Bovendien willen moeder en dochter Tirza niets van elkaar weten.
Jörgen en Alma hebben samen twee dochters, Ibi (Abbey Hoes) en de hoogbegaafde Tirza (Sylvia Hoeks). Ibi woont inmiddels met haar vriend in Frankrijk. Tirza woonde tot haar eindexamen gymnasium nog thuis bij papa en heeft sinds kort een Marokkaanse vriend, Choukri (Nasrdin Dchar). Jörgen vertrouwt Choukri helemaal niet, hij doet hem denken aan Mohammed Atta en zegt dat dan ook rechtstreeks tegen hem en zijn geliefde dochter.
Tirza en Choukri gaan na het eindexamen op reis in Namibië, maar laten niets van zich horen, niet per telefoon (Jörgen luistert vaak of er nog voicemail is) en niet per e-mail; Tirza reageert ook niet op de voicemailberichten die hij inspreekt en de e-mail die hij haar stuurt. Hij logt uiteindelijk in op haar e-mailaccount en ziet dat ze naar niemand e-mails stuurt.
Hij gaat zelf naar Namibië om haar te zoeken. Daar biedt het negenjarige straatkind Kaisa (Keitumetse Matlabo) hem vasthoudend aan hem gezelschap te houden. Na aarzeling stemt hij daarmee in en geeft haar ook geld, zonder te vervallen in het aanvaarden van seksuele diensten. Ze bezoeken ook Kaisa's moeder, die ziek op bed ligt, en haar geeft hij ook geld.
Vaak komen herinneringen boven, zoals dat Tirza hem om advies vroeg over welke jongen ze moest kiezen om haar te ontmaagden en de seks die hij had met een klasgenote van haar. Ook Tirza haar anorexia trekt hij zich achteraf persoonlijk aan.
Eén keer meent hij Tirza in Namibië te zien. Uiteindelijk komen in dit land de verdrongen herinneringen weer boven. Hij vertelt op een avond voor het eerst in het Nederlands aan Kaisa dat hij Tirza en Choukri in Nederland vermoord heeft op de dag voordat ze naar Namibië zouden gaan. Jörgen is de volgende dag naar het vliegveld in Frankfurt gereden alsof hij ze ging uitzwaaien en heeft zich daarna ingebeeld dat ze werkelijk in Namibië waren. Per telefoon hoort hij van Alma dat het lichaam van Tirza is gevonden. Hij wil zelfmoord plegen door de woestijn in te lopen en stuurt Kaisa weg, maar zij klampt zich tot het einde aan hem vast en houdt hem zo tegen. Jörgen blijft bij Kaisa wonen en ligt op het einde van de film ziek in bed, net zoals Kaisa's moeder voorheen.

## Rolverdeling
- Gijs Scholten van Aschat: Jörgen
- Sylvia Hoeks: Tirza
- Abbey Hoes: Ibi
- Keitumetse Matlabo: Kaisa
- Johanna ter Steege: Alma
- Nasrdin Dchar: Choukri

## Ontvangst
Op 2 september 2010 werd bekend dat Tirza de Nederlandse inzending zou worden voor de 83ste Oscaruitreiking. 86% van de verschenen filmrecensies was gunstig.
Het nummer 'By your side' van Chagall van den Berg was de titelsong.